# СССР на Играх доброй воли
СССР принимал участие в летних Играх доброй воли 1986 и 1990 годов. Затем, после распада СССР в 1991 году, на Играх стали выступать команды отдельных стран, возникших из бывших советских республик на постсоветском пространстве.
На всех Играх спортивные делегации СССР завоевали всего 429 медалей, из них 184 золотых.

## Медальный зачёт

### Медали на летних Играх
| Игры        | Золото | Серебро | Бронза | Всего | Место |
| Москва 1986 | 118    | 80      | 43     | 241   | 1     |
| Сиэтл 1990  | 66     | 68      | 54     | 188   | 1     |
| Всего       | 184    | 148     | 97     | 429   |       |